# Enzo Viena
Felipe Enzo Viena (Rosario, 16 de febrero de 1933-Buenos Aires, 25 de noviembre de 2007) fue un actor argentino.

## Biografía
En 1950 (a los 17 años) debutó en la compañía teatral de la actriz argentina Paulina Singerman, y continuó su carrera en el Teatro Artes, donde actuó durante cinco temporadas en la compañía de Esther Parodi.
En esa década formó pareja profesional con Gilda Lousek, en Una cita con la vida y He nacido en Buenos Aires, que tuvo su secuela teatral en Mi Buenos Aires querido. Entre su filmografía figuran también Bettina y La sentencia.
Debutó en televisión con Amor en si bemol (1959). En 1966 trabajó en el programa Galería Polyana que con buena repercusión se transmitió entre mayo y octubre por Canal 9 de lunes a viernes con libros de la autora teatral Clara Giol Bressan y un elenco que incluía a Susana Campos, Virginia Lago, Fanny Navarro, Ricardo Passano, Patricia Shaw, Aída Luz, María José Demare, Nelly Darén y Gloria Raines. Más tarde, continuó con Gilda Lousek en el legendario ciclo humorístico Matrimonios y algo más (1968).
Hasta que llegó Nino, producción de la peruana Panamericana Televisión (1971), papel con el que se consagró: «Fue el gran hito de mi carrera. De hecho, gracias a las puertas que se me abrieron con ese programa en América Latina pude llegar a otros mercados».
Fue un gran actor que además compartió junto a Carlos Calvo, Amigos son los amigos-  de 1990 a 1993- Guido Cantoni.
En agosto de 2007 sufrió un accidente automovilístico, que le provocó un derrame cerebral. Falleció tres meses después. Era hincha fanático de Rosario Central. Sus restos descansan en el Panteón de la Asociación Argentina de Actores en el Cementerio de la Chacarita.

## Filmografía
- 1958: Una cita con la vida, Luis
- 1959: He nacido en Buenos Aires o I Was Born in Buenos Aires
- 1959: Salitre
- 1960: Vacaciones en la Argentina o Vacanze in Argentina (en Italia) o Alegres vacaciones (en Argentina)
- 1961: Mi Buenos Aires querido
- 1963: Barcos de papel
- 1963: Cuarenta años de novios o 40 años de novios (nombre alternativo en España)
- 1963: El sol en el espejo o The sun in the mirror
- 1963: La familia Falcón
- 1964: Bettina
- 1964: Buenas noches, Buenos Aires
- 1964: Canuto Cañete y los 40 ladrones, pulpero
- 1964: La sentencia, Héctor (hermano de Hilario)
- 1966: Del brazo y por la calle o Arm in arm down the street
- 1966: Hotel alojamiento
- 1966: Vivir es formidable
- 1967: ¡Al diablo con este cura! o To hell with this priest!, Antonio Farías
- 1967: Cuando los hombres hablan de mujeres o When men discuss women, Fermín
- 1967: La muchacha del cuerpo de oro, Alfredo
- 1967: Villa Cariño o Bosque alojamiento (actor, productor y diseñador de producción)
- 1968: Amor y un poco más (inédita)
- 1968: El derecho a la felicidad, Luis
- 1968: La casa de Madame Lulú, Pichoncito Fontana
- 1968: Lo prohibido está de moda o Forbidden things are in fashion, Remigio
- 1968: Psexoanálisis o Sex Analysis
- 1969: Amor libre
- 1969: Blum, Pereyra
- 1969: El salame
- 1969: Los debutantes en el amor o Newcomers to love
- 1970: Un elefante color ilusión
- 1971: Vamos a soñar con el amor, Mariano
- 1972: He nacido en la ribera, Lorenzo Reyes
- 1972: Nino (las cosas simples de la vida) (título alternativo en Argentina)
- 1974: Natasha
- 1974: Gracia y el forastero
- 1976: Furia en la isla, Marcelo
- 1977: La obertura
- 1978: El divorcio está de moda (de común acuerdo), Gualberto "Bebe" Galucci
- 1978: Furia en la isla o Una mujer con sol (nombre alternativo en Argentina) o Violencia en las islas (nombre alternativo en Argentina)
- 1979: No apto para menores (inédita)
- 1980: El diablo metió la pata

## Televisión
- 1959: Amor en si bemol (serie de TV)
- 1965: Show Standard Electric miniserie de TV
- 1966: Tres destinos (serie de TV)
- 1967: A mí me pasan todas (TV)
- 1968: Matrimonios y algo más
- 1971: Nino (serie de TV): Antonino Giovanni Nino Dei Medici
  - Nino (título alternativo corto, en Argentina)
- 1972: Nino
  - Las cosas simples de la vida (título alternativo en Argentina)
- 1972: Sacrificio de mujer (serie de TV): padre Emilio
- 1974: Cachilo (serie de TV)
- 1974: Enséñame a quererte (serie de TV)
- 1977: Donde empezó la tristeza (serie de TV)
- 1980: Señorita Andrea (serie de TV): Gustavo
- 1980-1982: Aquí llegan los Manfredi (serie de TV): Eugenio[7]
- 1988: La bonita pagina (TV)
- 1990-1993: Amigos son los amigos (serie de TV): Guido Cantoni
- 1996: Gino (serie de TV): Luis Enrique Spadalaqua
- 1997: Rossabella (serie de TV): Ítalo Piamonte
- 2003-2004: Mil oficios (serie de TV, episodios desconocidos)
- 2002: Maridos a domicilio (serie de TV), Américo
- 2002: Contrafuego (serie de TV), Miranda
- 2007: Son de fierro (serie de TV)